# Mail Dominance
Mail Dominance è il settimo album di Esham, pubblicato nel 1999.

## Tracce
| #  | Titolo               | Produttore                  | Durata |
| -- | -------------------- | --------------------------- | ------ |
| 1  | We Cumin' for U      | Smith                       | 2:14   |
| 2  | Slow Motion          | Santos, Smith               | 3:14   |
| 3  | Outcha Atmosphere    | Santos, Smith               | 3:41   |
| 4  | E-Mail               | Jones, Smith                | 2:50   |
| 5  | Reload               | Smith                       | 1:23   |
| 6  | Au Revoir            | Jones, Reed, Santos, Smith  | 3:44   |
| 7  | I'm Lovin' It        | Santos, Smith               | 2:29   |
| 8  | Youknowucantride     | Smith                       | 3:57   |
| 9  | King of Hearts       | Santos, Smith               | 4:04   |
| 10 | Whoa                 | Esham, Santos               | 1:57   |
| 11 | Obiest               | Santos, Smith               | 3:01   |
| 12 | Twirk Yo Body        | Santos, Smith               | 3:32   |
| 13 | Night Vision         | Santos, Smith               | 3:58   |
| 14 | Getthefugoutmyface   | Smith                       | 3:16   |
| 15 | Ozone Layer          | Smith                       | 2:36   |
| 16 | I Need A Playmate    | Kool Keith & Heather Hunter | 4:27   |
| 17 | Lightyearsaway       | Santos, Smith               | 1:22   |
| 18 | California Dreamin   | Santos, Smith               | 3:59   |
| 19 | No More Mr. Nice Guy | Smith                       | 2:13   |
| 20 | Velveeta             | Smith                       | 2:23   |
| 21 | The Rev              | Smith                       | 2:54   |
| 22 | Ah Ha                | Santos, Smith               | 2:45   |

## Produzione
- Produttore: Esham, Santos
- Ideatori: Esham, Santos
- Design grafico: Matthew Kozuch-Rea